# ORF
Az Österreichischer Rundfunk (röv: ORF) (magyarul: Osztrák Rádió és Televízió) osztrák állami közszolgálati műsorszolgáltató, a legnagyobb elektronikus tömegmédia Ausztriában. Székhelye Bécs. Az ORF-nek mind a kilenc szövetségi államban van stúdiója. Az ORF négy televíziós csatornát és három nemzeti és kilenc regionális rádió programot üzemeltet, melyek a legnézettebb, illetve leghallgatottabb programok Ausztriában.

## Története

Az ORF-szem 1968–1992 között volt a cég logója

- Az ORF rádiós elődjét 1924. szeptember 30-án alapították meg. 1938-ban az önállósága megszűnt, beolvadt a német rádió vállalatba. 1955-ben egyesült újra.
- Az ORF történetében több reform is történt, a legutolsó 2001-ben. Azóta közalapítvány formájában működik.
- A csatornákat 1992-ig FS 1-nek (1955-től) és FS 2-nek (1961-től) nevezték. Az első színesben sugárzott adást 1969. január 1-jén adták.
- 1992-94 között arculati változás indult el az ORF-ben. Az addig használt logót („ORF-szem”) fokozatosan elhagyták és ezzel egyidőben bevezették a ma is használatos „téglát”, de az eredetit teljesen soha nem vonták ki. A képernyőn is új embléma lett. Ekkor jelent meg a ma is használatos nagy piros téglalap benne fehér ORF felirat, mellette a négyzet benne a csatornaszám.
- 1996-ban az Ö3 rádió nevet és arculatot váltott Hitradio Ö3-ra.
- 2000-ben a csatornák arculata változáson ment keresztül. Az 1-es szám egy zöld, kocsonya hatású négyzetbe, a 2-es nagy piros négyzetbe került.
- 2005-ben a két televíziós csatorna logóváltáson ment keresztül. A két csatorna visszakapta 2000 előtti emblémáját. 2007-ben az ORF hírműsora, a „Zeit im Bild” már csak az ORF 2-n volt látható, az 1-esen „ZIB 20” néven új hírműsor indult.
- 2011-ben az ORF 1 csatorna logó, és arculatváltáson ment keresztül. A csatornát ORF eins-nek nevezik, míg a kettes csatorna továbbra is ORF2 néven fut tovább, és 2012-ben a csatorna is arculatot, emblémát váltott.
- 2015-ben a műsorszolgáltató rendezte a 60. Eurovíziós Dalfesztivált.
- 2019-ben az ORF eins neve ismét ORF1 lett.
- 2026-ban a műsorszolgáltató rendezi a 70. Eurovíziós Dalfesztivált.

## Televíziócsatornák

### Saját csatornák
| Logó | Csatorna neve | Tematika                               | Indulás dátuma       |
| ---- | ------------- | -------------------------------------- | -------------------- |
|      | ORF 1         | általános, nemzeti főadó               | 1955. augusztus 1.   |
|      | ORF 2         | általános, nemzeti főadó és regionális | 1961. szeptember 11. |
|      | ORF III       | kulturális adó és hírcsatorna          | 2011. október 26.    |
|      | ORF Sport+    | sportcsatorna                          | 2006. május 1.       |

### Együttműködésben üzemeltetett csatornák
| Logó | Csatorna neve | Tematika                                                 | Indulás dátuma    |
| ---- | ------------- | -------------------------------------------------------- | ----------------- |
|      | 3sat          | kulturális adó az ARD, ZDF és SRG SSR médiumokkal        | 1984. december 1. |
|      | ARD-alpha     | oktatási műsorok a Bayerischer Rundfunkkal együttműködve | 1998. január 7.   |

## Rádiócsatornák
Országos csatornák:

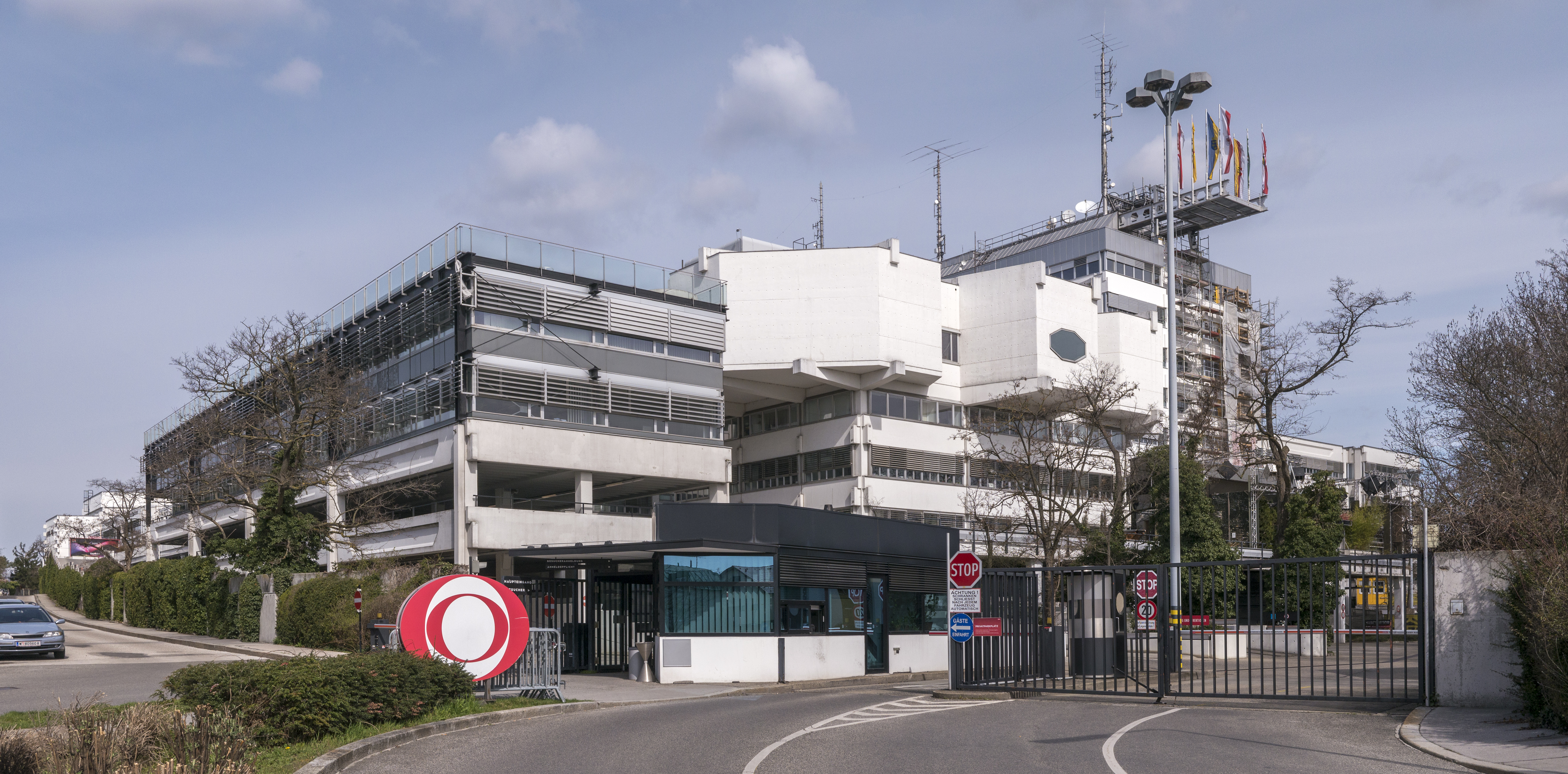
Az ORF központja Bécsben, a Küniglberg hegyen

- Österreich 1 (Ö1) - komolyzene, kultúra, körülbelül hasonlít a Bartók Rádióra.
- Hitradio Ö3 – többé-kevésbé azonos a budapesti Sláger FM zenei kínálatával.
- FM4 – Igényes popzene, hasonló a szlovák Rádio_FM-hez, a szlovén Val 202-höz, valamint a 2015 előtti és 2021 utáni magyar Petőfi Rádióhoz azzal a különbséggel, hogy angol nyelvű műsorokat is sugároz.

Regionális csatornák (Ö2):
- Radio Burgenland (Burgenland)
- Radio Kärnten (Karintia)
- Radio Niederösterreich (Alsó-Ausztria)
- Radio Oberösterreich (Felső-Ausztria)
- Radio Salzburg (Salzburg)
- Radio Steiermark (Stájerország)
- Radio Tirol (Tirol)
- Radio Vorarlberg (Vorarlberg)
- Radio Wien (Bécs)

A regionális rádiók (néhány kivétellel, pl. Radio Wien, Radio Vorarlberg, ezek főleg a 80-as évek popzenéjére fókuszálnak) általában régebbi (1960-1980) popzenét (a rádiós szaknyelv szerint Oldies) és osztrák, nagy számban mulatós jellegű, kevésbé igényes zenét sugároznak, innen ered az igényesebb rádióhallgatók által használt Hausfrauenradio („háztartásbeliek rádiója”) gúnynév.

## Fordítás
- Ez a szócikk részben vagy egészben az Österreichischer Rundfunk című német Wikipédia-szócikk fordításán alapul.  Az eredeti cikk szerkesztőit annak laptörténete sorolja fel. Ez a jelzés csupán a megfogalmazás eredetét és a szerzői jogokat jelzi, nem szolgál a cikkben szereplő információk forrásmegjelöléseként.